# 虾虎碘泡虫
虾虎碘泡虫（学名：Myxobolus rhinogobii）为碘泡科碘泡虫属的动物。在中国，分布于广东等，营寄生生活，寄生在吻虾虎的鳃和肌肉。